# Corpo Literário de Ifá
O corpo literário de Ifá é o conjunto de conhecimentos sagrados da tradição iorubá, transmitidos oralmente por meio de versos poéticos chamados ẹsẹ̀ Ifá. Estruturado em 256 Odù, esse corpus contém narrativas, provérbios, ensinamentos morais e prescrições rituais que orientam a vida humana e espiritual. Cada Odù representa uma possibilidade de destino e serve como guia para diagnóstico, aconselhamento e reequilíbrio da sorte (iré) por meio da consulta oracular.
Segundo a tradição iorubá, Ifá é o nome dado ao sistema filosófico, teológico e divinatório que organiza a sabedoria ancestral e os princípios fundamentais do universo. Trata-se de um conhecimento milenar transmitido por tradição oral, cuja função principal é orientar seres humanos e entidades espirituais no caminho do ìwà pẹ̀lẹ́ (bom caráter), com vistas à realização de um destino pleno e equilibrado (ayọ rere).[1]
A base do sistema de Ifá está na revelação divina de Orunmila, o Orisa do conhecimento e da adivinhação, considerado o testemunho da criação e o segundo ser consciente após Olodumare — a entidade suprema da cosmovisão iorubá.
A religião fundamentada nesse saber, conhecida como Ifaísmo ou Religião de Ifá, desenvolveu-se a partir de um corpo literário vasto, de natureza oral, estruturado em 256 Odù (ou Odus de Ifá). Esses odù representam arquétipos de destino humano e compõem a estrutura central da adivinhação iorubá. Cada odù é composto por um conjunto de versos, narrativas, parábolas, poemas e ensinamentos que descrevem situações existenciais e espirituais, oferecendo diagnósticos, conselhos e prescrições rituais para lidar com as contingências da vida.
Os 256 Odù derivam da combinação binária dos 16 Odù primordiais, considerados as matrizes do sistema. São eles:[2]
- Ọ̀ġbè,
- Ọ̀yẹ̀kú,
- Ìwòrì,
- Òdí,
- Ìrosùn,
- Ọ̀wọ́nrín,
- Ọ̀bàrà,
- Ọ̀kànràn,
- Ògúndá,
- Ọ̀ṣá,
- Ìká,
- Òtúúrúpọ̀n,
- Òtúrá,
- Ìrẹ̀tẹ̀,
- Ọ̀ṣẹ́,
- Òfún.

Cada um desses Odù contém centenas de versos (ẹsẹ̀ Ifá), que abordam temas como justiça, saúde, família, guerra, espiritualidade, trabalho, moralidade e destino, formando uma complexa e profunda enciclopédia oral do saber iorubá.
1. ↑  Bascom, William Russell (2010). Ifa divination: communication between gods and men in West Africa. Bloomington, Ind: Indiana University Press
2. ↑  Staewen, Christoph (1996). Ifa - African gods speak: the oracle of the Yoruba in Nigeria. Hamburg: Lit
3. ↑  Bascom, William Russell (2010). Ifa divination: communication between gods and men in West Africa. Bloomington, Ind: Indiana University Press
4. ↑  Bascom, William Russell (2010). Sixteen cowries: Yoruba divination from Africa to the New World. Bloomington: Indiana University Press
5. ↑  Epega, Afolabi A.; Neimark, Philip John (1995). The sacred Ifa oracle 1st ed ed. San Francisco: HarperSanFrancisco